# NGC 1897
NGC 1897 је расејано звездано јато у сазвежђу Златна риба које се налази на NGC листи објеката дубоког неба.
Деклинација објекта је - 67° 26' 56" а ректасцензија 5h 17m 32,4s. Привидна величина (магнитуда) објекта NGC 1897 износи 13,5 а фотографска магнитуда 13,9. NGC 1897 је још познат и под ознакама ESO 56-SC92.